# FishBase
FishBase là cơ sở dữ liệu loài toàn cầu về các loài cá. Đây là cơ sở dữ liệu lớn nhất và được truy cập rộng rãi về các loài cá trưởng thành trên web. Theo thời gian, FishBase đã phát triển thành một công cụ sinh thái năng động và linh hoạt, được trích dẫn rộng rãi trong các ấn phẩm học thuật.
FishBase mang đến dữ liệu loài hiểu toàn diện, bao gồm thông tin về phân loại, phân bố địa lý, sinh trắc học và hình thái học, hành vi và môi trường sống, hệ sinh thái và tăng trưởng dân số cũng như dữ liệu sinh sản, chuyển hóa và di truyền.